# Cucumis dipsaceus
Cucumis dipsaceus là một loài thực vật có hoa trong họ Cucurbitaceae. Loài này được Ehrenb. ex Spach mô tả khoa học đầu tiên năm 1838.

## Hình ảnh

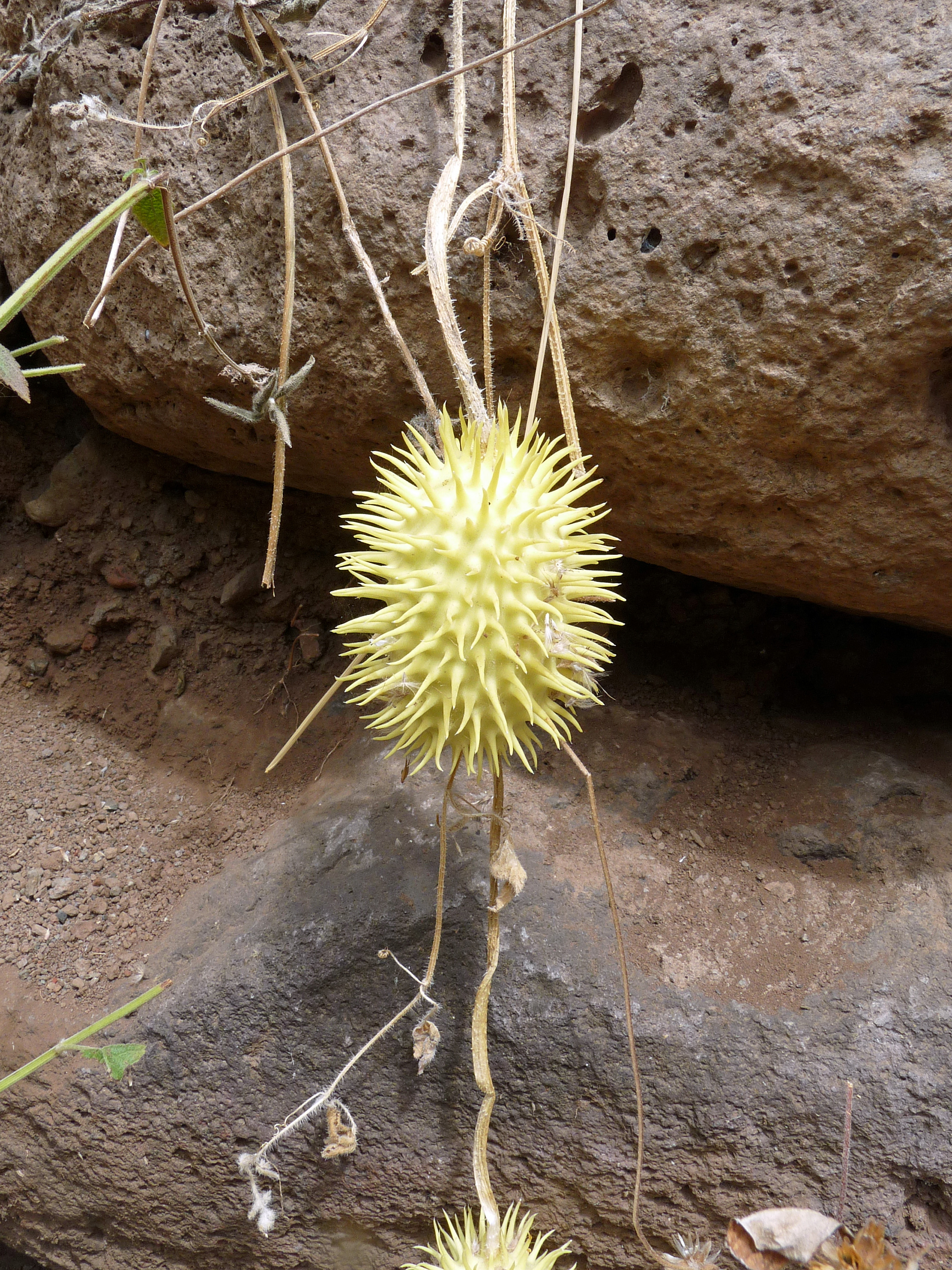
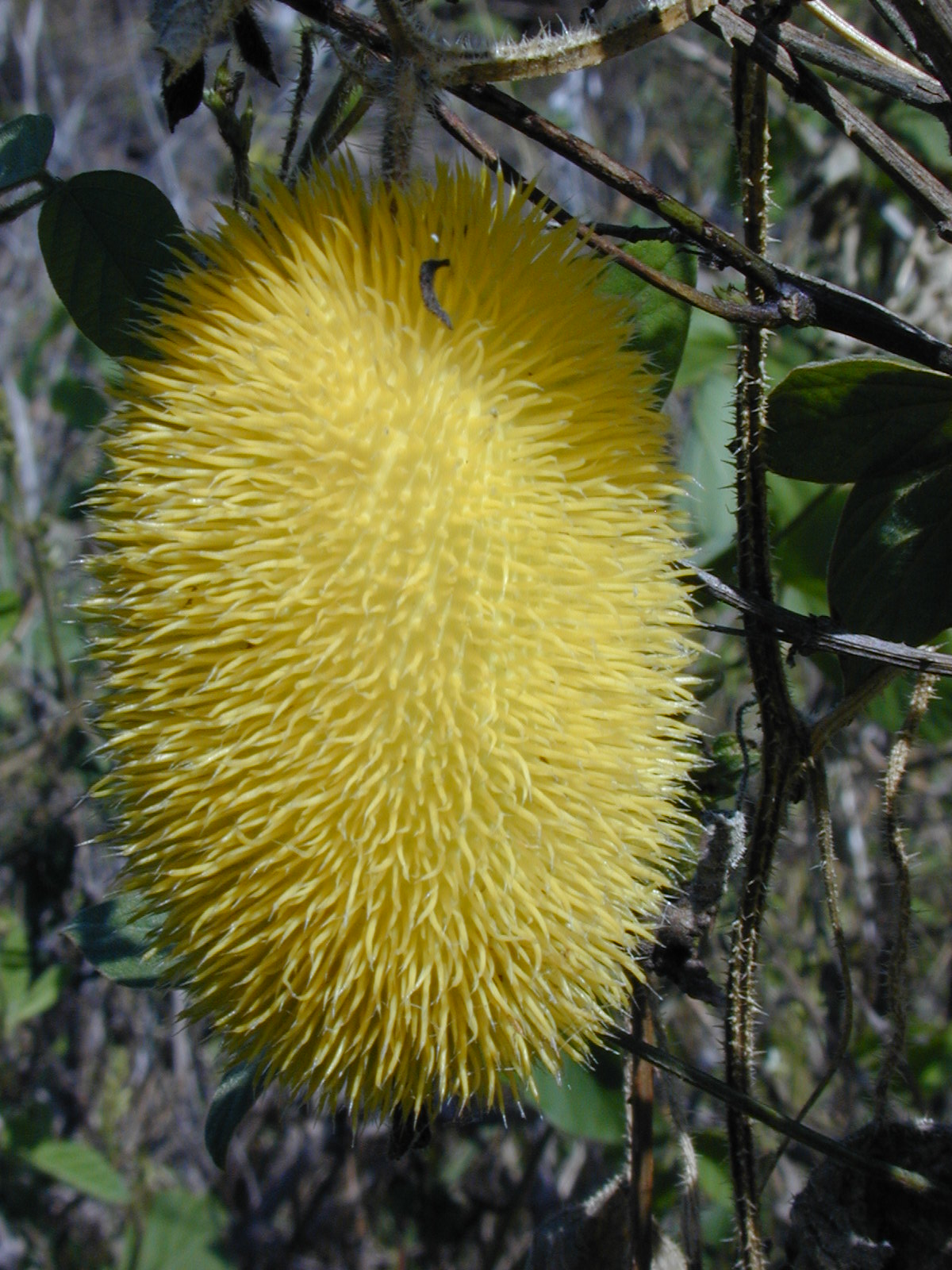
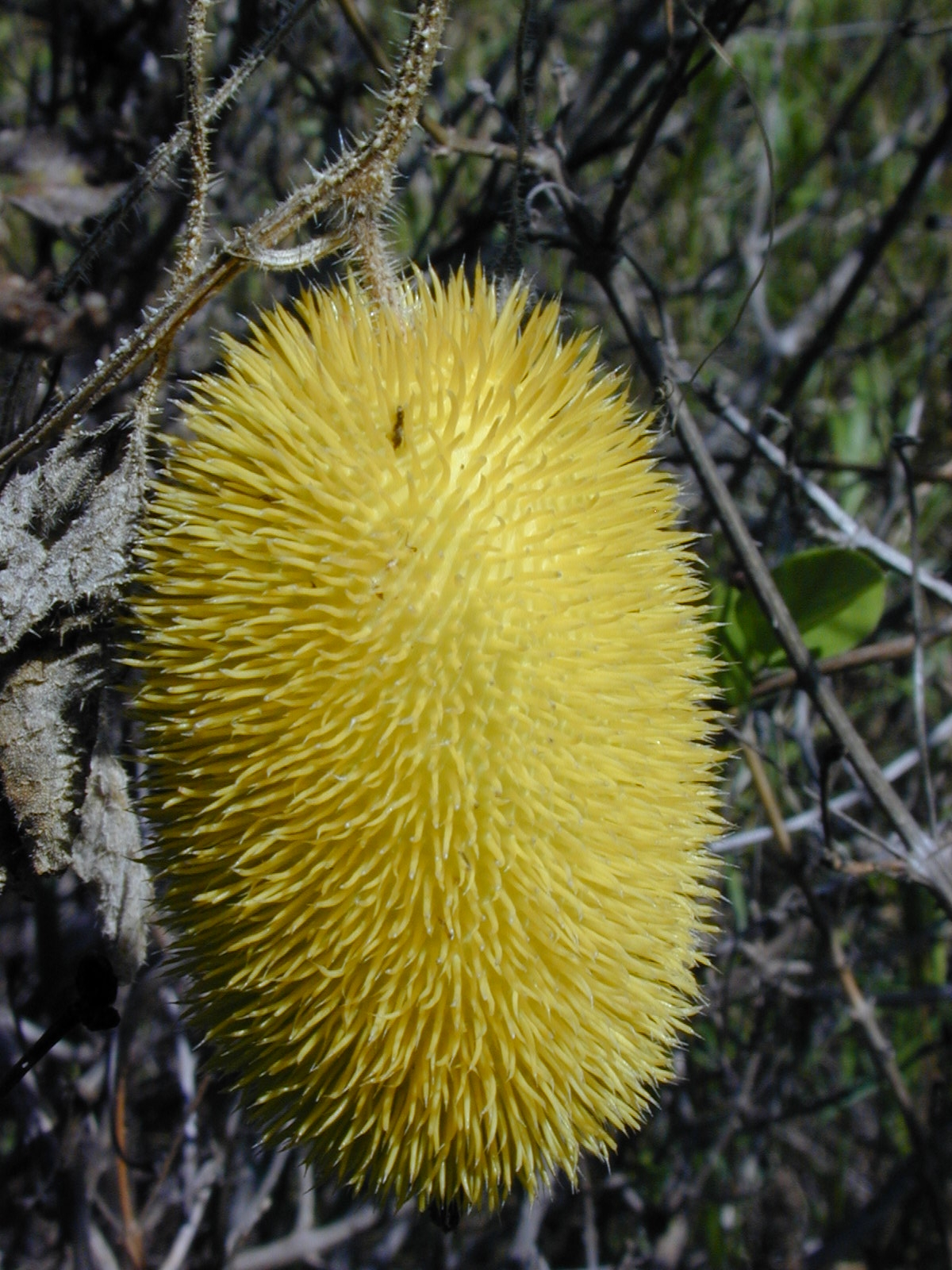
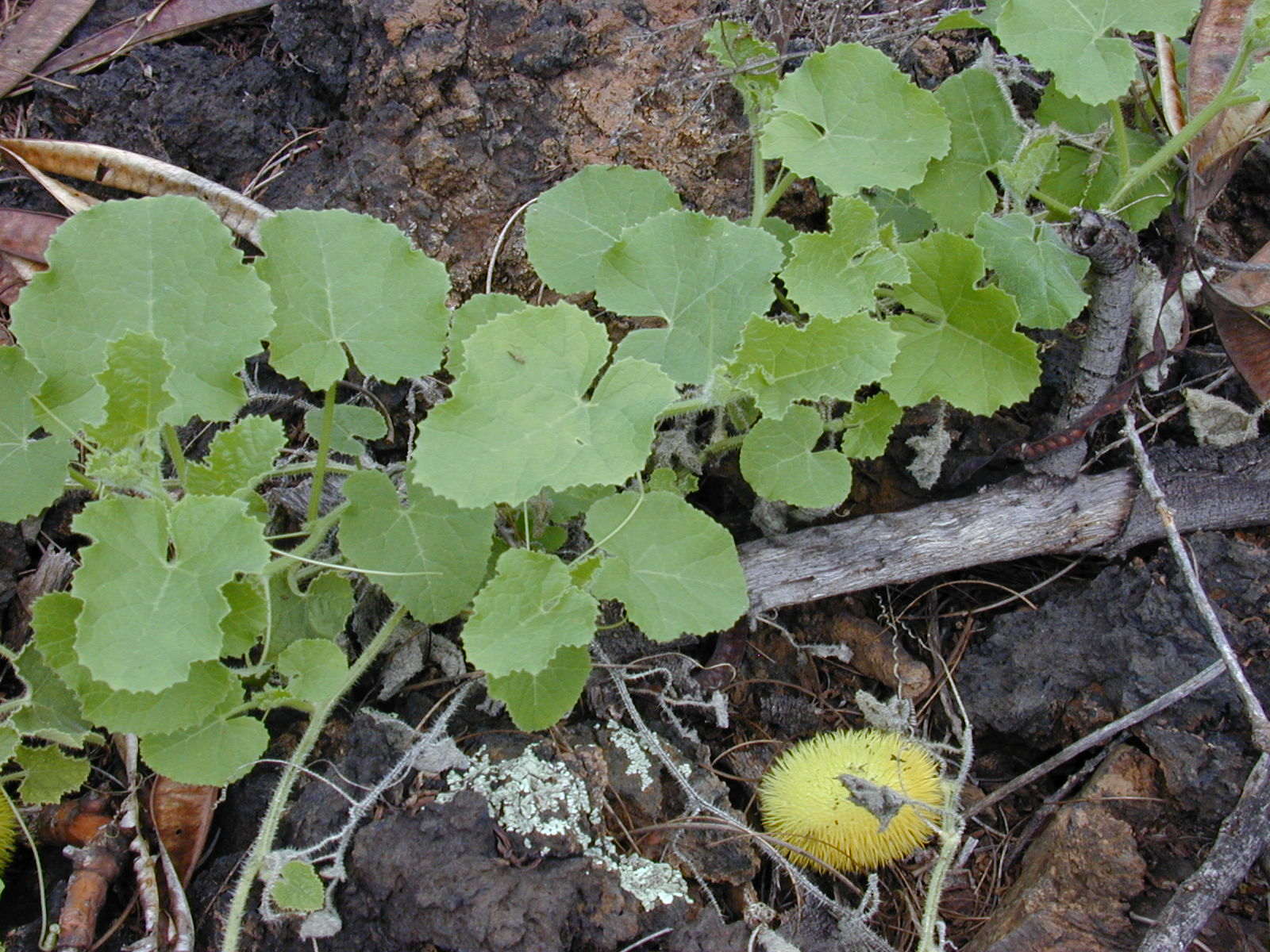